# Вернер Клюмпер
Вернер Клюмпер (нім. Werner Klümper; 19 квітня 1911, Герне — 21 жовтня 1989, Любек) — німецький льотчик-ас бомбардувальної авіації, оберстлейтенант люфтваффе (1 жовтня 1943), капітан-цур-зее бундесмаріне. Кавалер Лицарського хреста Залізного хреста.

## Біографія
В 1932 році вступив у ВМФ. На початку 1932 року пройшов секретну льотну підготовку у відділенні Німецької школи повітряних сполучень у Варнемюнде. В квітні 1935 року переведений в люфтваффе. В 1936 році брав участь у випробуваннях авіаційних торпед у Любекській бухті і на полігоні на острові Рюген. Учасник Громадянської війни в Іспанії; брав участь у нальотах на Валенсію, Таррагону та Барселону. 31 липня 1937 року відзначився тим, що відновився атакувати беззахисний пароплав «Нурія», на борту якого були 400 добровольців-республіканців. Клюмпер зв'язався з капітаном корабля і збрехав йому, що до «Нурії» наближається німецький підводний човен, проте якщо він здасться, то затоплення не буде. Як наслідок, корабель капітулював і, згідно інструкцій Клюмпера, прибув у Мелілью, де здався військам Франсіско Франко. Цим благородним вчинком Клюмпер здобув повагу і республіканців, і франкістів.
В 1940 році — командир ескадрильї гідролітаків Не.115. Навесні 1941 року переведений в штаб 30-ї бомбардувальної ескадри. З весни 1942 року — інструктор торпедного авіаційного училища в Гроссето. З липня 1942 року — командир 1-ї групи 26-ї бомбардувальної ескадри. Вважався одним із найкращих фахівців люфтваффе з використання торпед. Брав участь в операціях проти північних конвоїв союзників. 4 липня 1942 року при нальоті на конвой PQ 17 завдав тяжких ушкоджень американському транспорту «Вільям Гупер» водотоннажністю 7177 тонн. 13-16 вересня 1942 року очолив атаку на конвой PQ 18, під час якої, не втративши жодного літака, пілоти Клюмпера змогли потопити 10 транспортів, а також ескортний авіаносець «Евенжер». В листопаді 1942 року група Клюмпера була перекинута з Норвегії в Гроссето, а в січні 1943 року — на Сардинію. З березня 1943 року — командир 26-ї бомбардувальної ескадри, першої в люфтваффе ескадри торпедоносців. 12 серпня 1943 року його літаки атакували в районі Гібралтару великий конвой і потопили 12 транспортів загальною водотоннажністю 82 280 тонн, британський есмінець, канадський корвет, американський сторожовий корабель і голландський патрульний корабель, важко пошкодили 7 транспортів і 2 сторожові кораблі. До жовтня 1943 року льотчики ескадри Клюмпера виконали 316 бойових вильотів, торпедувавши 64 транспорти і 10 бойових кораблів, при цьому втрати ескадри склали 55 літаків і 31 член екіпажу. 11 листопада 1943 року 56 торпедоносців Клюмпера атакували конвой КМ 31, потопивши 3 транспорти (загальною водотоннажністю 20 955 т), втративши 7 літаків. В листопаді 1944 року замінений на посаді командира ескадри Вільгельмом Штеммлером.
14 червня 1956 року вступив у ВМС ФРН. З 1 травня 1959 по1 жовтня 1963 року — командир 1-ї ескадри морської авіації. 30 вересня 1969 року вийшов у відставку. На похороні Клюмпера був присутній почесний караул зі службовців 1-ї ескадри морської авіації.

## Звання
- Кандидат в офіцери (1932)
- Лейтенант (1 жовтня 1935)
- Оберлейтенант (1 вересня 1939)
- Гауптман (грудень 1939)
- Майор (9 травня 1942)
- Оберстлейтенант (1 жовтня 1943)
- Фрегаттен-капітан (1956)
- Капітан-цур-зее

## Нагороди
- Нагрудний знак пілота
- Медаль «За вислугу років у Вермахті» 4-го класу (4 роки)
- Іспанський хрест в сріблі з мечами
- Залізний хрест 2-го і 1-го класу
- Авіаційна планка бомбардувальника в золоті
- Нагрудний знак пілота (Італія)
- Німецький хрест в золоті (20 жовтня 1942)
- Лицарський хрест Залізного хреста (29 серпня 1943)